# 伍習
伍 習（ご しゅう、生没年不詳）は、中国後漢末期の人物。郭汜配下の武将。

## 事績
興平2年、時の皇帝である献帝は傀儡となり、李傕と郭汜のどちらがそれを擁立して政権を握るか争っていた。そのような中で同年10月1日（195年11月19日）の夜、伍習は郭汜の命を受け、献帝を脅迫するため、彼が宿泊していた学舎に火を放った。しかしこれに反発した楊定・楊奉の攻撃を受け、郭汜の軍は敗れた。
その後、献帝にも逃げられ没落した郭汜は建安2年（197年）、郿で伍習の裏切りにより殺害された。
羅貫中の小説『三国志演義』では第17回で登場。郭汜を殺害した後、その首級を献上した功績で曹操から殄虞将軍に任じられ、李傕を殺害した段煨と共に長安の守備を任される。